# Diaphone eumela
Diaphone eumela là một loài bướm đêm trong họ Noctuidae.

## Hình ảnh

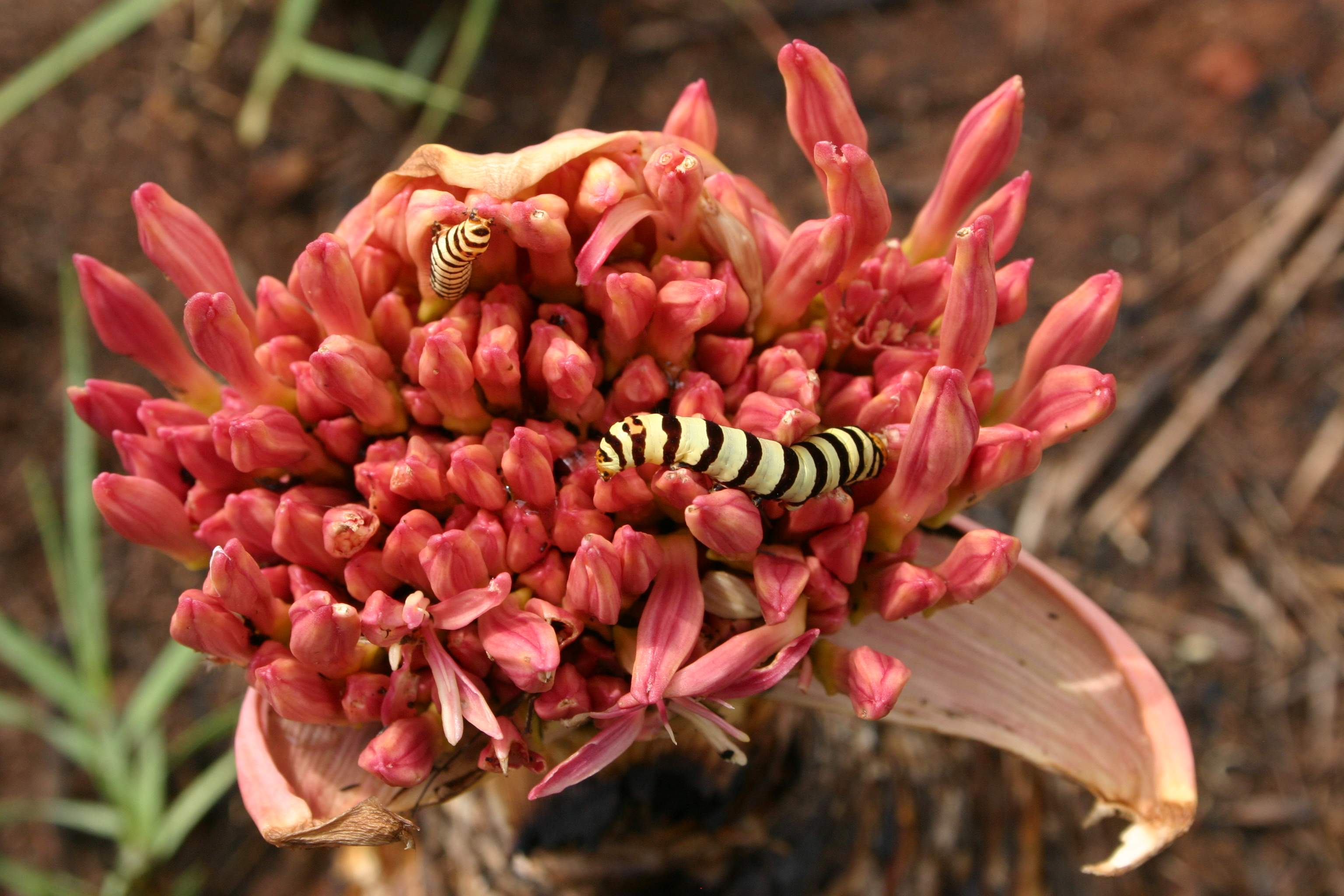
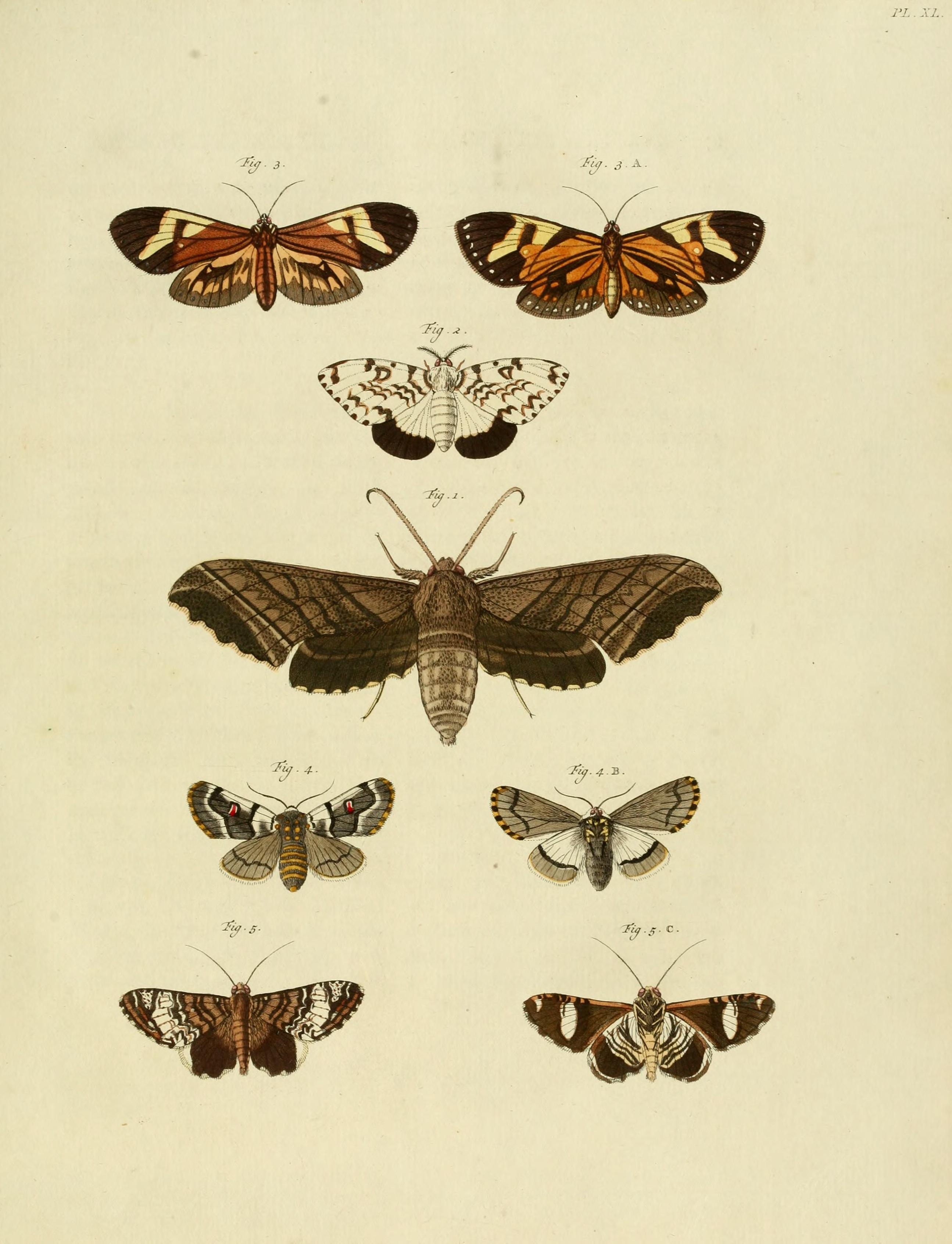
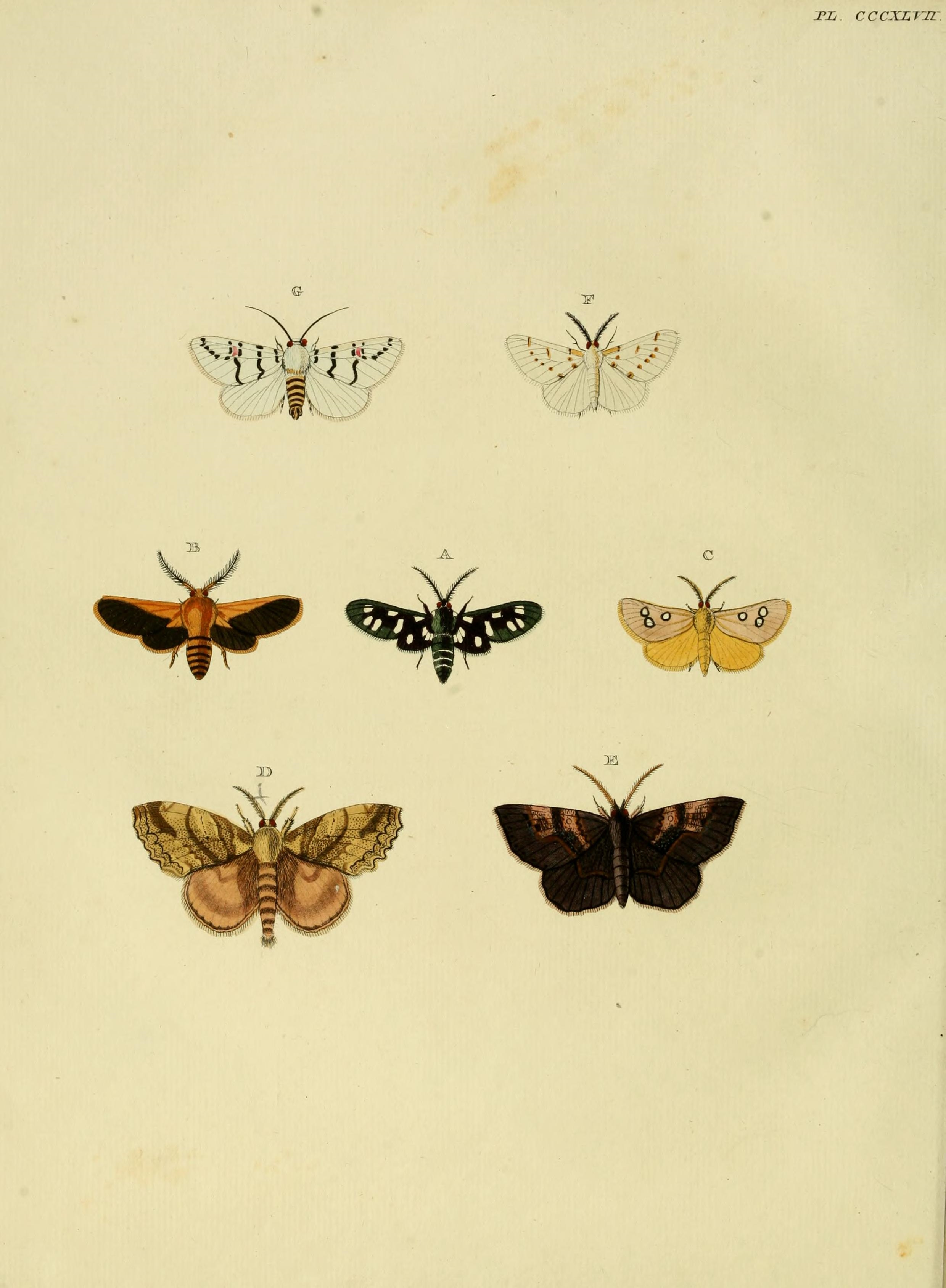